# Governatorato di Homs
Il governatorato di Homs è uno dei quattordici governatorati della Siria, il cui capoluogo è la città di Homs.

## Distretti
Il Governatorato è diviso in sei distretti:
- distretto di Al-Mukharram
- distretto di Al-Rastan
- distretto di Al-Qusayr
- distretto di Talkalakh
- distretto di Palmira
- distretto di Homs